# Royal Society of Arts
Die Royal Society of Arts (RSA, offiziell.: Royal Society for the Encouragement of Arts, Manufactures & Commerce; deutsch: Königliche Gesellschaft zur Förderung der Künste, der Industrieerzeugnisse und des Handelsgewerbes) ist eine 1754 gegründete britische Kultureinrichtung mit Sitz in London.
Die als registered charity eingetragene gemeinnützige Gesellschaft hat sich zur Aufgabe gemacht, eine Plattform für kritische Diskussionen und neue Ideen zu schaffen, um somit die Aufklärung im 21. Jahrhundert voranzutreiben. Die Gesellschaft handelt nach vier Grundsätzen: Eigenständigkeit, Engagement, Aufrichtigkeit und Offenheit.
Der seit ihrer Gründung gewöhnlich als Society of Arts bezeichneten Gesellschaft wurde 1908 das Privileg gewährt, ihrem Namen das königliche Adelsprädikat voranzustellen, so dass sie seither Royal Society of Arts genannt wird. Schirmherrin war bis zu ihrem Tod Elizabeth II., Präsidentin seit 2011 Anne, Princess Royal.

## Geschichte

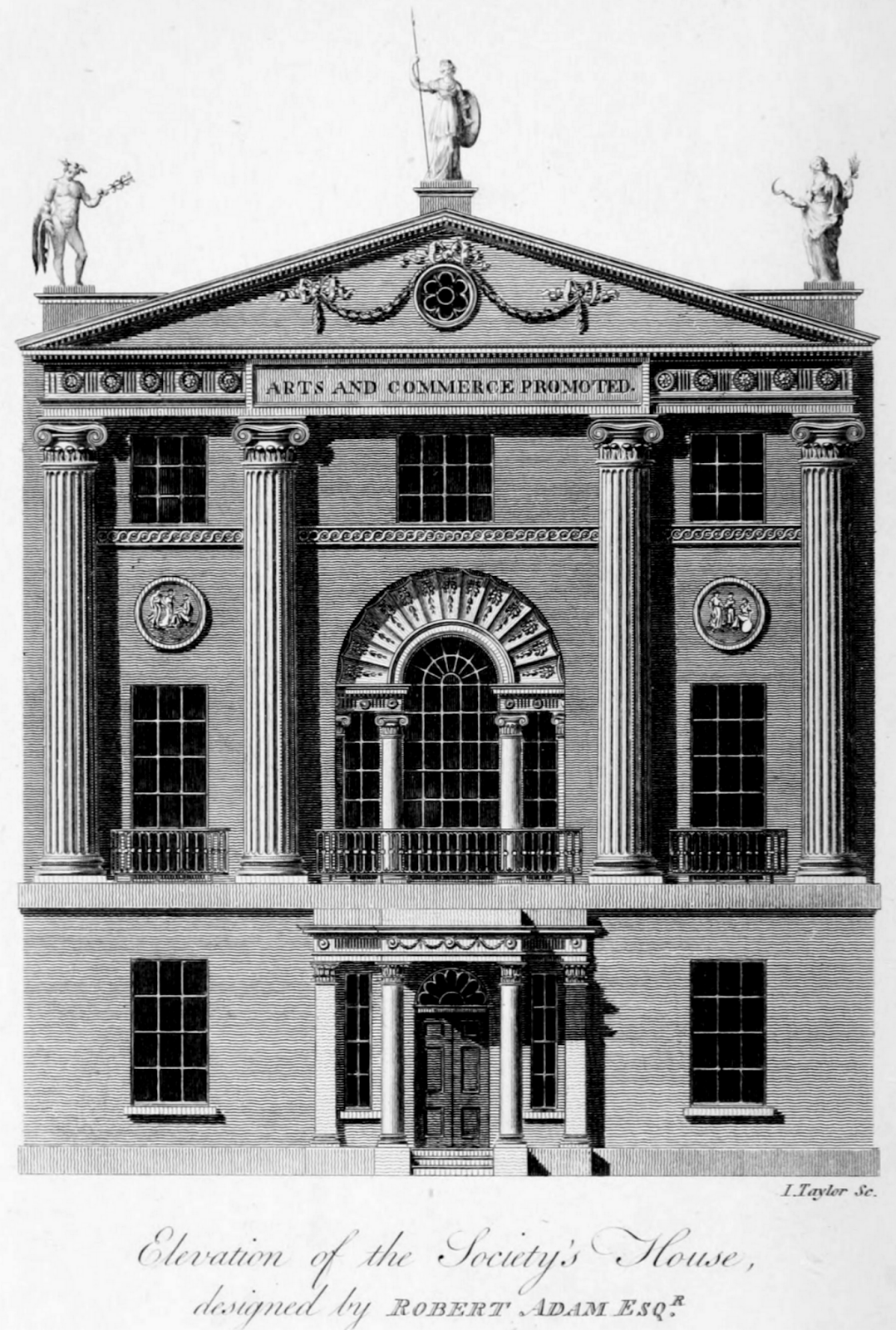
Royal Society of Arts, London – Vereinigtes Königreich

Die Society of Arts wurde 1754 von William Shipley gegründet und hatte die Dublin Society for improving Husbandry, Manufactures and other useful Arts als Vorbild. Im Jahr 1774 zog die Gesellschaft in ein eigenes, nach dem Entwurf der Brüder (James und Robert Adam) in der heutigen John Adam Street im Zentrum von London errichtetes Gebäude ein, in dem sie noch immer ansässig ist. Den für Mitgliederversammlungen und Preisverleihungen vorgesehenen sogenannten Großen Saal oder Great Room der Society of Arts schmückte der irische Künstler James Barry (1741–1806) ab 1777 in mehrjähriger Arbeit mit historischen und allegorischen Gemälden aus.
Im Laufe der Jahre dehnte sich die Gesellschaft auf weitere Gebäude aus.
Die Society of Arts veranstaltete 1760 mit großem Erfolg Großbritanniens erste Ausstellung über zeitgenössische Kunst. 
Die Society of Arts erhielt 1847 den besonderen Status der Royal Charter (Königliche Satzung). 1876 gründete sie die National Training School for Music in London, die später in das Royal College of Music überging. 1908 bewilligte König Eduard VII. die Verwendung Royal im Namen der Society of Arts.
Im Jahr 1936 verlieh die RSA zum ersten Mal die Auszeichnung Royal Designers for Industry (RDI). Diese Auszeichnung soll diejenigen ehren, die exzellentes Design im Bereich des verarbeitenden Gewerbes und der Industrie geschaffen haben. The Faculty of Royal Designers for Industry wurde daraufhin gegründet und soll Design und die Anwendung für die Industrie fördern. Fachmänner aus unterschiedlichen Bereichen wie Ingenieurwissenschaften, Möbelindustrie, Kleidung und Textil-Design, Grafikdesign, Theater und Film-Design sind in der Faculty vertreten.
Ein Beispiel für den Erfolg der RSA wurde im Oxford English Dictionary festgehalten. Das Wörterbuch erfasste 1980 aus einem Journal der RSA den ersten Gebrauch des Wortes sustainability (Nachhaltigkeit) in Bezug auf Umweltökonomie.

## Präsidenten
Liste der Präsidenten:
- 1755–1761: Jacob Bouverie, 1. Viscount Folkestone
- 1761–1793: Robert Marsham, 2. Baron Romney
- 1794–1815: Charles Howard, 11. Duke of Norfolk
- 1816–1843: Prince Augustus Frederick, Duke of Sussex
- 1843–1861: Albert, Prince Consort
- 1862–1862: William Tooke
- 1863–1901: König Eduard VII.
- 1901–1901: Sir Frederick Bramwell
- 1901–1910: König Georg V.
- 1910–1910: Richard Webster, 1. Viscount Alverstone[5]
- 1911–1942: Prince Arthur, Duke of Connaught and Strathearn
- 1942–1943: Sir Edward Crowe
- 1943–1945: E. F. Armstrong
- 1945–1947: R. B. Bennett
- 1947–1952: Princess Elizabeth, Duchess of Edinburgh
- 1952–2011: Prince Philip, Duke of Edinburgh
- seit 2011: Anne, Princess Royal

## Mitgliedschaft

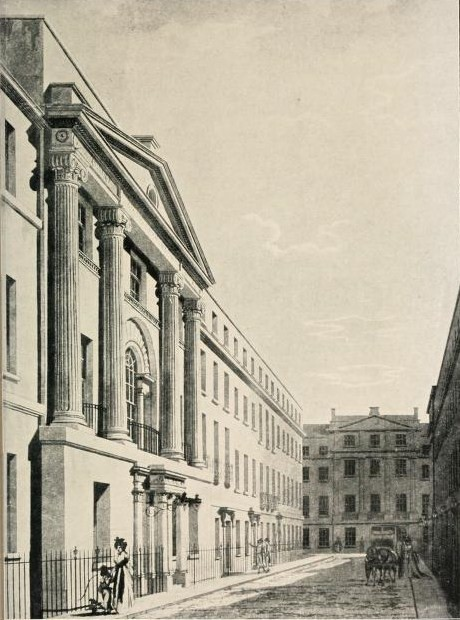
Bild der John Adam Street, London

Es gibt weltweit über 30.000 Mitglieder (Fellows), die in mehr als 70 Ländern die Ziele und Grundsätze der Organisation verfolgen. Unter den Mitgliedern finden sich Angehörige aller Berufsgruppen, so z. B. Unternehmer, Wissenschaftler, Künstler, Journalisten, Architekten, Ingenieure, kaufmännische Angestellte und andere Berufsgruppen.
Die Mitgliedschaft steht nach den Aufnahmerichtlinien jedem offen, der sich in herausragender Weise in einem der Gesellschaft nahen Gebiet zugunsten des Gemeinwohls einsetzt. Man wird auf Vorschlag eines anderen Mitglieds oder auf Einladung durch ein Mitglied des Kuratoriums der RSA eingeladen oder man kann den Antrag auf eine Aufnahme stellen, aufgrund dessen die Organisation Informationen über die Bewerberin oder den Bewerber einholt. Mitglieder haben das Recht, die Abkürzung FRSA (Fellow of the RSA) als sogenannten Namenszusatz mit Komma hinter dem Nachnamen zu führen (zum Beispiel „Max Mustermann, FRSA“).

## Aktuelle Aktivitäten
Die Organisation ist in die Royal Charter eingetragen und als eine Wohltätigkeitsorganisation in England anerkannt.
Jedes Jahr wird eine Vielzahl an Ehrenauszeichnungen vergeben, unter anderen die Albert-Medaille, die Benjamin-Franklin-Medaille und die Bicentenary Medal. Medaillenträger sind unter anderen Nelson Mandela und Professor Stephen Hawking.
In Großbritannien und Irland bietet die RSA verschiedene regionale Aktivitäten an, um die Mitglieder zum gegenseitigen Austausch anzuregen. Außerdem ist die RSA in Belgien, Australien, Indien, Südafrika und den USA vertreten.

### Veranstaltungen
Die Gesellschaft führt eine Vielzahl an öffentlich zugänglichen Veranstaltungen durch, die zum freien und fortschrittlichen Denken anregen sollen. Nach einer solchen Veranstaltung werden Audio- und Videodateien auf der Homepage bereitgestellt. Das Gebäude der RSA kann von Nicht-Mitgliedern für Konferenzen, Partys und Hochzeiten angemietet werden.

### Projekte
2005 verabschiedete die RSA die Adelphi Charta über Kreativität, Innovation und geistiges Eigentum.
Im Juli 2008 begann die RSA, eine Hochschule in Tipton zu unterstützen, die als RSA Academy im September 2008 eröffnet wurde.
Gegenwärtige Projekte beschäftigen sich mit den Themen Kunst und Ökologie, Bürgerrechte, Design und Gesellschaft, Bildung, öffentliche Dienstleistungen und Technologien in kalten Klimazonen.
Frühere Projekte waren unter anderem die Bereitstellung von Trinkwasser in Entwicklungsländern, das Überdenken des intellektuellen Eigentums (Veröffentlicht als die Adelphi Charter) und Untersuchungen zur Steuerung einer internationalen Migration.

### RSA Animate
Die Organisation hat auch einen Youtube-Kanal, in dem Auszüge von Vorträgen (auf 10 Minuten gekürzt) abgespielt werden,
während der Inhalt der Vorträge gleichzeitig gezeichnet wird. (Whiteboard animation)